# Pseudo (película)
Pseudo es una película boliviana de thriller psicológico dirigida por Gory Patiño y Luis Fernando Reneo, estrenada en 2020. La película explora temas de identidad, corrupción y crimen, siguiendo a un hombre que, en un intento desesperado por cambiar su vida, asume la identidad de un taxista, solo para verse inmerso en un oscuro entramado criminal. Protagonizada por Cristian Mercado y Milton Cortez "Pseudo" ha sido aclamada tanto en Bolivia como en festivales internacionales, destacándose como una de las películas más importantes del cine boliviano reciente.

## Sinopsis
La trama de Pseudo gira en torno a Julian, interpretado por Cristian Mercado, un taxista, desesperado por cambiar el rumbo de su vida. Aprovechando una oportunidad inesperada, roba la identidad de un pasajero Milton Cortez que resulta ser un mercenario contratado para cometer un atentado. A medida que se adentra más en el mundo del crimen, Julian debe mantener la farsa mientras enfrenta constantes dilemas morales y amenazas que ponen en riesgo su vida. Hasta que el mercenario que recogio descubre la verdadera identidad de Julian, que pronto descubre que ha entrado en un juego peligroso del que será difícil escapar.

## Reparto principal
Cristian Mercado como (Julian el taxista), Milton Cortez, (el mercenario), Carla Arana como (Naira), Luigi Antezana(Omar), Percy Jiménes (Silvano), Pablo Fernandez (ignacio)

## Producción
La película fue una coproducción entre Bolivia y España, con Claudia Gaensel como productora ejecutiva. La colaboración internacional elevó los estándares de la producción, algo notable en la calidad de la cinematografía y los efectos visuales. La película fue rodada en varias locaciones Bolivia en especial la ciudad de La Paz, utilizando escenarios urbanos para realzar la atmósfera tensa y oscura del thriller.
La producción estuvo marcada por el reto de crear un thriller psicológico que mantuviera a la audiencia en tensión constante. La dirección de Gory Patiño y Luis Reneo fue alabada por su capacidad para generar una narrativa tensa, pero cargada de reflexión sobre la corrupción y el crimen, temas muy actuales en Bolivia y en el resto de América Latina.

## Estilo y Temática
Pseudo explora la dualidad de la identidad y cómo las decisiones de una persona pueden arrastrarla a situaciones que se salen de su control. A través de Sebastián, el filme plantea preguntas sobre el destino y la moralidad, destacando cómo las elecciones individuales pueden tener consecuencias devastadoras. Los directores lograron crear un ambiente opresivo y claustrofóbico, con el protagonista luchando constantemente por mantener su fachada y sobrevivir.

## Recepción
Pseudo tuvo una recepción favorable en su estreno en Bolivia y posteriormente en varios festivales internacionales. Fue seleccionada para participar en el Festival Internacional de Cine de Guadalajara, donde se destacó por su originalidad dentro del género de thriller psicológico. También fue proyectada en el Festival de Málaga, donde recibió elogios por su cinematografía y por las actuaciones de Cristian Mercado y Milton Cortez. Los críticos también señalaron la capacidad de la película para abordar temas universales como la corrupción y el crimen, pero desde una perspectiva única de la realidad latinoamericana.
En términos comerciales, la película logró un acuerdo de distribución con HBO, lo que permitió que se proyectara en múltiples países de América Latina y Estados Unidos. Este logro fue significativo, ya que puso el cine boliviano en un nuevo nivel de exposición internacional. La película siguió el camino de otras producciones exitosas de Patiño, como Muralla (2018), que también fue distribuida a través de HBO.

## Crítica
Las críticas a Pseudo fueron en su mayoría positivas. Los críticos destacaron la intensidad emocional de la película y el excelente trabajo actoral, especialmente de Cristian Mercado en el papel principal. La revista Variety comentó que Pseudo es "una historia poderosa que enfrenta las oscuras realidades del crimen organizado con una reflexión profunda sobre la moralidad". Por otro lado, algunos críticos señalaron que el guion tenía algunos puntos débiles en el desarrollo de personajes secundarios, lo que limitaba la profundidad de la trama en ciertas partes.

## Distribución y premios
Pseudo fue estrenada en Bolivia en octubre de 2020 y, además de su distribución en HBO, fue seleccionada para representar a Bolivia en varios festivales internacionales. A lo largo de su recorrido por festivales, la película acumuló varios premios, destacándose por su originalidad y enfoque dentro del género de thriller psicológico.